# Sauvigny-les-Bois
Sauvigny-les-Bois település Franciaországban, Nièvre megyében. Lakosainak száma 1413 fő (2022. január 1.). Sauvigny-les-Bois Montigny-aux-Amognes, Chevenon, La Fermeté, Imphy, Saint-Éloi és Saint-Jean-aux-Amognes községekkel határos.

## Népesség
A település népessége az elmúlt években az alábbi módon változott:
| Lakosok száma | 1550 | 1489 | 1497 | 1458 | 1438 | 1434 | 1427 | 1420 | 1413 |
|               | 2013 | 2015 | 2016 | 2017 | 2018 | 2019 | 2020 | 2021 | 2022 |